# Antònia Trifena
Antònia Trifena (grec antic: Ἀντωνία Τρύφαινα) també coneguda amb el nom de Trifena de Tràcia, nascuda l'any 10 aC i morta l'any 55 a Cízic, va ser una reina del Pont i també reina dels tracis Odrisis. Sobre els odrisis va regnar de l'any 12 al 19, i sobre el Pont del 21 al 27. També va ser la tutora del seu fill Cotis d'Armènia i del seu nebot Remetalces II, reis dels tracis odrisis entre el 19 i el 38.
Era besnéta de Marc Antoni, i filla de la reina Pitodoris i del rei Polemó I del Pont. Es va casar amb Cotis III de Tràcia, fill de Remetalces I. Cotis III va morir a mans del seu oncle Rascuporis III probablement l'any 19.
Antònia Trifena, quan es va quedar viuda, va acusar Rascuporis II davant del senat per l'assassinat del seu marit, i després d'un judici, va ser desterrat i enviat a Alexandria. Poc després el van matar en aquella ciutat quan intentava escapar.
El Regne dels odrisis es va dividir entre Remetalces II, fill de Rascuporis III, que s'oposava obertament a l'hostilitat del seu pare contra els romans, i els fills, encara menors d'edat de Cotis III de Tràcia, entre els que hi havia Remetalces III i Cotis d'Armènia que s'havien criat a Roma. En nom d'ells el propretor Trebel·liè Rufus va ser nomenat regent per l'emperador Tiberi juntament amb Antònia Trifena. L'emperador va mantenir la divisió de Tràcia que August havia ordenat després de la mort de Remetalces I.
L'emperador Calígula va posar als tres fills d'Antònia Trifena com a governants de diferents estats al voltant de l'any 38:
- Gai Juli Remetalces III va ser rei dels odrisis, l'últim regne de Tràcia independent. Va regnar fins a l'any 46.
- Cotis d'Armènia, que a canvi de la pèrdua de Tràcia, va aconseguir el govern d'Armènia Menor o Sofene, on va regnar del 38 al 54
- Gai Juli Polemó Eupator, que va rebre el regne del Pont que havia pertangut al seu avi Polemó I, on va regnar del 38 al 64.

Va tenir també dues filles, Gepepiris, casada amb Aspurge, rei del Bòsfor Cimmeri, i Pitodoris II, reina dels odrisis, casada amb Remetalces II.